# Besiberri Sud
El Besiberri Sud és una muntanya que es troba en límit dels termes municipals de la Vall de Boí i de Vilaller, a l'Alta Ribagorça; situada en el límit del Parc Nacional d'Aigüestortes i Estany de Sant Maurici i la seva zona perifèrica.
«El seu nom prové del basc "base-be erri", contrada sota l'espadat. L'aplicació al pic és secundària. Besiberri es digué de la vall i de l'estany, llocs que interessen als pastors i muntanyencs del país».
El pic, de 3.023 metres d'altitud, amb una prominència de 36 metres, es troba en la cresta del Massís del Besiberri, que separa l'occidental Vall de Besiberri i l'oriental Capçalera de Caldes, i limita al sud-oest amb la Vall de Llubriqueto. Situat al sud del Besiberri del Mig i al nord del Comaloforno, té el Coll d'Abellers a l'oest.
Aquest cim està inclòs al llistat dels 100 cims de la FEEC

## Rutes
Rutes:

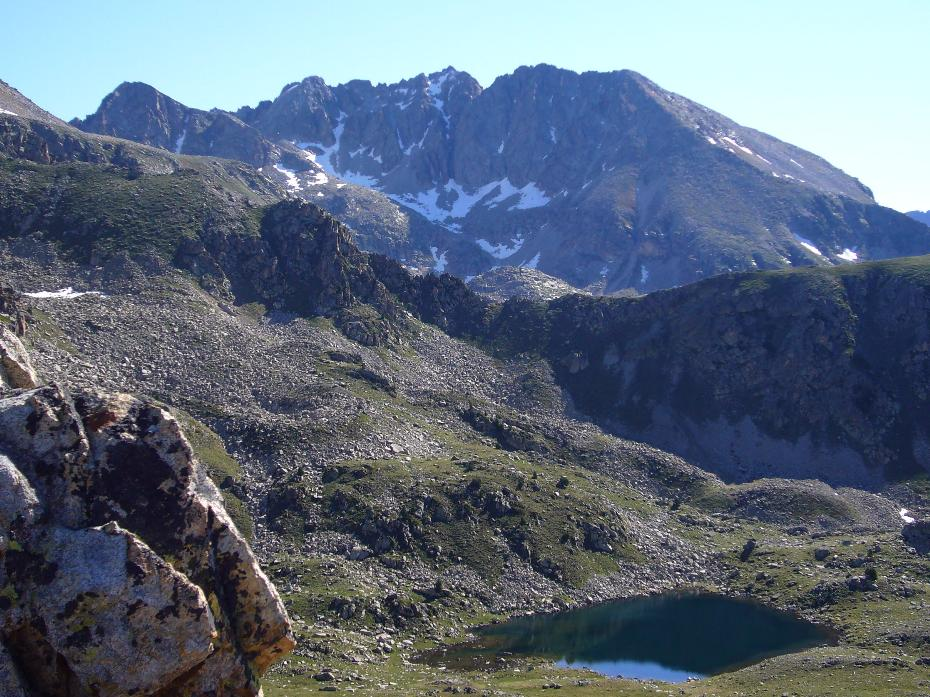
El massís de Besiberri des de la Collada de Fenerui (Imatge amb anotacions)

- Capçalera de Caldes: via Pantà de Cavallers, Pletiu de Riumalo, Barranc de Malavesina i Estany de Malavesina.
- Vall de Llubriqueto: per Barranc de Llubriqueto, Planell de Llubriqueto, Estany Gémena de Baix, Estany Gémena de Dalt, Estanys Gelats i Coll d'Abellers.
- Vall de Besiberri: via Barranc de Besiberri, Estany de Besiberri, Refugi de Besiberri i Coll d'Abellers. Són uns 1500 metres de desnivell que es poden fer en unes 6 hores. És una ruta fàcil. El pas clau és l'accés al coll d'Abellers que és molt dreterut.